# Поповское сельское поселение (Россошанский район)
Поповское сельское поселение — муниципальное образование в Россошанском районе Воронежской области.
Административный центр — село Поповка.

## Административное деление
В состав поселения входят 4 населенных пункта:
- село Поповка
- хутор Березняги
- хутор Вакуловка
- хутор Комарово